# Osyp Szpytko
Osyp Szpytko (ukr. Осип Шпитко) (ur. 4 kwietnia 1869 r. w Horodnicy, zm. 1942? w Brazylii) – ukraiński pisarz, satyryk (pod pseud. Hracia Szczypawki), publicysta, poeta, redaktor czasopism, śpiewak, dyrygent, stroiciel instrumentów, domowy nauczyciel, aktor polskich amatorskich zespołów teatralnych, także profesjonalny bilardzista i gracz w karty. 
Urodził się w rodzinie chłopskiej i uczęszczał jedynie do szkoły elementarnej i na kursy przygotowawcze do seminarium nauczycielskiego w Tarnopolu, nie otrzymawszy pełnego wykształcenia, co było potem przedmiotem jego kompleksów, ale równocześnie manifestowanej pogardy dla "uniwersyteckich mądrali". Rodzinne legendy mówią, że nauczył się czytać w wieku 4 lat, a jako 5-letni chłopiec zaczął śpiewać w cerkiewnym chórze. Bardzo wcześnie uciekł z domu, aby brać udział w spektaklach polskich grup teatralnych, które wędrowały po całym kraju i często bankrutowały. Szpytko porzucił teatr na rzecz ruchu społecznego - grupy "gnębionych i zniewolonych braci", aby szybko stać się działaczem ruchu socjalistycznego i stworzyć anarchistyczną grupę pn. Towarystwo mesnykiw (Towarzystwo mesjarzy). 
Plotki o życiu Szpytka głoszą, że ożenił się ze starszą od siebie kobietą z rodziny arystokratycznej, lecz zanim ją porzucił, zdążył zabić jej kochanka. Dużo później, przebywając w Ameryce Południowej, chwalił się na łamach prasy, że przyszło mu 25 razy gościć w więzieniach, które traktował jak drugi dom. Wprawdzie za przyczynę prześladowań podawał... prześladowania narodowe, a sam występował w roli bojownika za ukraińską wolność. 
Osiedlił się w końcu na Bukowinie, gdzie w 1899 r. w Czerniowcach redagował czasopismo "Bukowina". W tym samym czasie zaczął publikować własne teksty literackie - zbiorek poetycki, autobiograficzne powieść Wyrid (Wyrodek?), którą krytyka przegapiła, choć uchodzi za jedną z najlepszych rzeczy napisanych przez Szpytkę, a także zarys Opryszok w rewerendi. Próbował redakcyjnych sił przy wydaniu czasopisma "Antychryst". Brak danych i tytułów o publikowanych wówczas innych utworach Szpytki, choć wiadomo, że je publikował.
W 1905 r. przyjechał do Lwowa, gdzie trafił do kręgu artystów Mołodej Muzy i kawiarni Monopol, w której najczęściej rezydowali. Petro Karmanśkyj we wspomnieniach z 1935 r. Ukrajinśka bohema poświęcił Szpytce cały rozdział, w którym opowiada o sprzecznym charakterze pisarza - awanturnika, ironisty, sceptyka, ale też patrioty i idealisty - oraz jego funkcjonowaniu w środowisku ukraińskiej bohemy tamtych lat. Karmanśkyj, zresztą, także został emigrantem w Brazylii i tam spotkali się po latach. We Lwowie Szpytko pracował jako redaktor czasopism "Ruśka chata" i "Dzwin" (1905-1906). 
Z twórczości Osypa Szpytki ukraińska literatura odnotowała jedynie kilka książek: zbiorek poetycki Osinni kwity (Осінні квіти, Lwiw 1910), pamflet Opryszok w rewerendi. Prawdywa istarijia borysławśkoho pekła (Опришок в реверенді. Правдива історія бориславського пекла, Lwiw 1909). Głównym obiektem ataków zbuntowanego literaty-anarchisty byli "panowie", "burżuje", "popi" oraz - zgodnie z ówczesną niepoprawnością polityczną - "żydzi" i "wszelkie durnie". Ostatnia informacja o życiu w Europie mówi o redagowaniu przez Szpytkę w 1912 r. czasopisma "Pidhirśkyj dzwin".
O dalszych losach pisarza wiadomo, że wiodły jeszcze przed wybuchem I wojny światowej przez Kanadę, potem Stany Zjednoczone, aż do Brazylii. Dużą część tej zaoceanicznej trasy - ponad pół tysiąca mil - przemierzył piechotą, z braku środków na podróż. Twierdził, że z ojczyzny został wypędzony przez "ziomków" i "dzikusów". Żył na emigracji jak wolny człowiek wśród ukraińskiej diaspory, drocząc się z miejscową diasporą polską i zarabiając na życie hazardem i grą w bilard na pieniądze, w której stał się mistrzem. Emigracyjnych braci namówił do uczestnictwa w organizacji walczącej o wyzwolenie Ukrainy pn. Czarna maska. Mieszkał w południowej Kurytybie, potem w São Paulo i Rio de Janeiro; publikował po portugalsku pod pseud. Osyp Stefanowycz serię artykułów na temat historii i kultury Ukrainy pn. "Chrystos narodiw" ("Chrystus narodów"), pod którą rozumiał osobliwą, mesjanistyczną rolę narodu ukraińskiego. 
W Brazylii ukazał się portugalskojęzyczny zbiór nowel Szpytki pt. Na mohyli żyttia (Na mogile życia, 1930). Brazylijscy krytycy porównywali jego prozę z dokonaniami Lwa Tołstoja i Leonida Andriejewa. Został jako literat doceniony, lecz nie wśród rodaków. Na koniec życia zafundował sobie jeszcze jedną miłosną przygodę - z rosyjską grafinią-pianistką, uciekinierką ze Związku Sowieckiego, która emablował, reklamował i komplementował na łamach miejscowej prasy. Nie wiadomo, którym doniesieniom z życia Osypa Szpytki należy dać wiarę, a które pozostają barwnymi plotkami, jego biografia i różnojęzyczna twórczość pozostaje dla badaczy nieodkryta.  